# Sängerkrieg
Sängerkrieg (с нем. — «Состязание певцов») — шестой студийный альбом немецкой фолк-метал группы In Extremo. Последний студийный альбом с ударником Der Morgenstern.

## История создания
Работа над новым альбомом началась осенью 2007 года, по окончании концертного сезона. Работа проходила по старой, уже давно отработанной схеме — сначала семеро музыкантов делали какие-то наработки и записывали новые композиции самостоятельно в своей репетиционной студии в Берлине, а затем, создав определённый базис, отправлялись в Principal Studio в Мюнстере, чтобы там продолжить создание новых песен со своими продюсерами и окончательно записать альбом. Ударник Der Morgenstern при этом все больше отдалялся от совместной работы с группой, не принося практически ничего нового и не участвуя в создании песен. Однако группе даже удалось обойтись без творческого кризиса, в котором создавался альбом Mein rasend Herz, и в мае 2008 года Sängerkrieg увидел свет.
Отличительной чертой нового альбома стало резкое утяжеление звучание, которое дало ещё более ярко выраженный переход от средневековья непосредственно к року и металу. Группа стала ещё меньше внимания уделять средневековым текстам — на альбоме их оказалось всего два. Однако нашлось место и другим песням, не только на немецком языке, но и на других современных. Так, песня «En esta noche» спета на испанском. Сама группа написала её на немецком, однако сын Михаэля, живущий в Испании, перевел её на испанский язык, и на альбом было решено поместить именно такую версию. На альбоме «En esta noche» подпевает Хосе Андреа — вокалист испанской группы Mägo de Oz. Песня «An end has a start» спета на английском и является кавером на песню группы Editors.
Заглавная композиция альбома, «Sängerkrieg», отсылает к знаменитой «Певческой войне» в замке Вартбург в XIII веке — состязанию шпильманов. Этой песней In Extremo хотели показать, что никогда ни перед кем не склонятся и не станут идти на поводу у своих конкурентов, продолжая делать свое дело с достоинством. Песня стала абсолютным гимном группы и их постоянным хитом на концертах. Кроме того, поднимаются типичные для In Extremo темы свободы («Frei zu sein»), любви («Flaschenpost», «Tanz mit mir»), самих себя группа изображает в открывающей песне «Sieben Köche». Некоторые песни заставляют задуматься — баллада «Auf’s Leben» говорит о жизни, а «Mein Sehnen» — об экологии.
К альбому был снят всего один клип — на песню «Frei zu sein», по мотивам фильма Милоша Формана «Пролетая над гнездом кукушки».
Альбом Sängerkrieg стал одним из самых успешных в истории группы. Практически сразу после выхода он занял первое место в немецких чартах, продержавшись там 30 недель (самый долгий срок по пребыванию на первом месте альбома In Extremo). Кроме того, довольно быстро он обрёл и золотой статус, поскольку было распродано более 100 000 копий. И по сей день Sängerkrieg остается одним из самых успешных и продаваемых альбомов In Extremo, который вывел творчество группы на новый уровень и расширил фан-базу до небывалого уровня, сделав их «самой успешной неизвестной группой Германии».
Альбом вышел в нескольких вариантах, включая стандартную версию и двухдисковое издание (CD + DVD). Во втором случае, на DVD располагались бонус-материалы: фильм о создании альбома Sängerkrieg, In Extremo Inneransichten, а также запись концерта на фестивале Wacken Open Air 2006 года.
Большинство песен с альбома исполнялось на концертах. Песню «Requiem» никогда не играли, однако в 2014 году её фрагмент использовался в качестве интро к концертам тура. Песни «An end has a start» и «Mein liebster Feind» также никогда не исполнялись. В «вечные хиты», исполняемые на большинстве концертов, превратились «Sängerkrieg» и «Frei zu sein».

## Композиции
| №   | Название              | Длительность |
| --- | --------------------- | ------------ |
| 1.  | «Sieben Köche»        | 2:56         |
| 2.  | «Sängerkrieg»         | 3:56         |
| 3.  | «Neues Glück»         | 3:25         |
| 4.  | «En esta noche»       | 4:02         |
| 5.  | «Mein Sehnen»         | 4:13         |
| 6.  | «Flaschenpost»        | 4:05         |
| 7.  | «Requiem»             | 3:56         |
| 8.  | «Frei zu sein»        | 3:35         |
| 9.  | «Zauberspruch»        | 4:05         |
| 10. | «In diesem Licht»     | 4:42         |
| 11. | «Tanz mit mir»        | 4:06         |
| 12. | «An end has a start»  | 3:53         |
| 13. | «Mein liebster Feind» | 4:05         |
| 14. | «Auf's Leben»         | 4:19         |

- «Requiem» — старофранцузская песня о царе Давиде.
- «Zauberspruch» — староэстонское заклинание для исцеления болезней.

## Интересные факты
- Выходу альбома предшествовал сингл «Frei zu sein», на котором можно было увидеть несколько бонусных версий заглавной песни, а также песню «Berlin» — кавер на группу Ideal. Ближе к концу года вышел сингл «Neues Glück», на котором также можно было увидеть новую песню — «Das bittere Geschenk». «Berlin» исполнялась на концерте один раз — в Берлине в 2008 году. «Das bittere Geschenk» не играли.
- Тур в поддержку альбома длился несколько лет, затронув, помимо Германии, различные страны Европы, Россию и даже Китай.

## Состав записи
- Михаэль Райн — вокал, цистра, губная гармошка
- Dr. Pymonte — арфа, волынка, шалмей, флейта
- Yellow Pfeiffer — волынка, шалмей, флейта, никельхарпа
- Flex der Biegsame — ирландская волынка, шалмей, флейта
- Van Lange — гитара
- Die Lutter — бас-гитара, трумшайт
- Der Morgenstern — ударные, литавры, перкуссия